# Денисова, Ольга Денисовна
Ольга Денисовна Денисова (11 июля 1921 год, село Фёдоровка, Полтавская губерния — 3 мая 2000 год, посёлок Чутово, Полтавская область) — колхозница колхоза имени Ленина Чутовского района Полтавской области, Украинская ССР. Герой Социалистического Труда (1973). Депутат Верховного Совета СССР 6-го созыва.

## Биография
Родилась 11 июля 1921 года в крестьянской семье в селе Фёдоровка Полтавской губернии. Получила неполное среднее образование в семилетней школе родного села. В 1937 году переехала с родственниками в Донбасс, где устроилась лебёдчицей на шахте. Во время немецкой оккупации была вывезена на принудительные работы в Германию.
После возвращения на родину работала звеньевой в колхозе имени Ленина Чутовского района. Звено под руководством Ольги Денисовы ежегодно перевыполняло план по выращиванию кукурузы и сахарной свеклы. В 1961 году звено собрало в среднем по 95,7 центнеров кукурузы с каждого гектара на участке площадью 20 гектаров. В 1973 году было собрано 420 центнеров сахарной свеклы и в 1973 году — 465 центнеров сахарной свеклы с каждого гектара. В 1973 году удостоена звания Героя Социалистического Труда «за большие успехи, достигнутые во Всесоюзном социалистическом соревновании, и проявленную трудовую доблесть в выполнении принятых обязательств по увеличению производства и продажи государству зерна, сахарной свеклы, масличных культур и других продуктов земледелия в 1973 году».
Избиралась депутатом Верховного Совета СССР 6-го созыва и делегатом XXII съезда КПСС.
После выхода на пенсию проживала в посёлке Чутово, где скончалась в 2000 году.

## Награды
- Герой Социалистического Труда — указом Президиума Верховного Совета СССР от 8 декабря 1973 года
- Орден Ленина
- Орден Трудового Красного Знамени
- Орден «Знак Почёта» — дважды
- Медаль «В ознаменование 100-летия со дня рождения Владимира Ильича Ленина»